# Pisinna costata
Pisinna costata is een slakkensoort uit de familie van de Anabathridae. De wetenschappelijke naam van de soort is voor het eerst geldig gepubliceerd in 1911 door Hedley.